# Таран Віктор Вікторович
Віктор Вікторович Таран (нар. 31 грудня 1977, Київ) — український політтехнолог, публіцист, громадський діяч. Автор книг "Вибори в смартфоні" та "Цифровий депутат."
Після початку повномасштабного російського вторгнення у лютому 2022 року мобілізувався. Офіцер ЗСУ (2022-2025), співзасновник і керівник Центру підготовки операторів БПЛА "КРУК."

## Освіта
У 1994–1999 рр. навчався на історичному факультеті Київського національного університету імені Тараса Шевченка. 
У 2002–2004 рр. навчався в Академії державного управління при Президентові України, магістр державного управління. 
У 2005–2010 рр. навчався в аспірантурі Академії державного управління при Президентові України.
Кандидат наук державного управління 
Засновник «Вищої політичної школи — нові принципи лідерства» з 2010 по цей час[джерело?]

## Професійна діяльність
У 1998–2002 рр. — помічник-консультант народного депутата України; 
У 2004–2005 рр. — заступник директора Інституту політичної освіти; 
У 2006–2010 рр. — заступник голови Дарницької районної в м. Києві державної адміністрації;
З жовтня 2010 р. — голова Центру «Ейдос»;
З 2020 - голова ГО "Цифрова репутація"[що це?]
З весни 2022 по лютий 2025 - офіцер ЗСУ. 
Керівник волонтерського Центру підготовки операторів БПЛА "КРУК"[джерело?]

## Громадська діяльність
Член громадської ради при  Дарницькій районній у м. Києві державній адміністрації;
Член громадської ради з проблематики доступу до публічної інформації та захисту персональних даних Офісу уповноваженого Верховної Ради України з прав людини;
Засновник та голова Центру «Ейдос» (до 2016 — Центр політичних студій та аналітики), з 2005 по цей час.
Голова національної платформи форуму громадянського суспільства країн східного партнерства (2015—2016 рр). Автор та підписант Громадської заявки на членство України у Європейському Союзі[джерело?].
Член Наглядової ради Національної суспільної телерадіокомпанії України.
З 2017 по 2019 р. — був головою Громадської ради при Національному агентстві з питань запобігання корупції.
Співавтор закону про державне фінансування політичних партій ("Про боротьбу з політичною корупцією")[джерело?].
Автор ідеї та співавтор Закону "Про відкритість використання публічних коштів."[джерело?] За результатами його ухвалення був створений Єдиний веб-портал використання публічних коштів E-Data (https://spending.gov.ua/)
Співзасновник та перший голова всеукраїнської молодіжної громадської організації "Батьківщина Молода" (2005-2007)[джерело?]
Співзасновник та заступник голови всеукраїнської молодіжної громадської організації "Молодий Народний Рух" (1999-2005)[джерело?]

## Політична діяльність
Депутат Дарницької районної в м. Києві ради 4 та 5 скликань, голова комісії з питань бюджету та соціально-економічного розвитку; 
З 2012 року експерт Депутат Ради Європи Програми «Посилення місцевої демократії та підтримка реформ місцевого самоврядування в Україні»;
У 2014 році балотувався до Київської міської ради за 12 виборчим округом, де посів друге місце.
Порівнював Мерця з Черччіллем

## Сім'я
Був одружений з Вікторією Сюмар, розлучились у грудні 2017, мають спільну доньку Софію. Одружений з Дарією Таран. Брат - український політолог Сергій Таран, батько - український політик, письменник, народний депутат України ІІ — VI скликань Віктор Таран (Терен).